# Peculiair sterrenstelsel

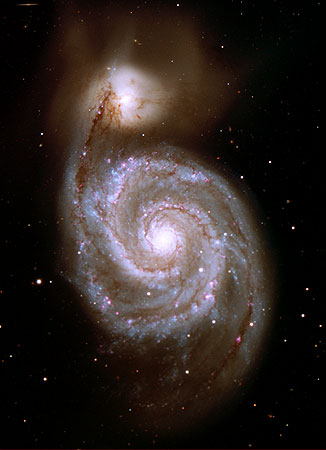
De Draaikolknevel met zijn begeleidende stelsel NGC 5195.

Een peculiair sterrenstelsel is een sterrenstelsel met een ongewone grootte, vorm of compositie. Van de bekende sterrenstelsels wordt 5 tot 10% gerekend tot de peculiaire sterrenstelsels. Halton Arp publiceerde in 1966 een catalogus (Atlas of Peculiar Galaxies) met daarin alle tot dan toe bekende peculiaire sterrenstelsels.
De meeste peculiaire stelsels zijn interagerende stelsels., maar er zijn ook peculiaire actieve sterrenstelsels.

## Bekende peculiaire sterrenstelsels
| Arpnummer | Naam             | Afstand (miljoen lj) | Magnitude |
| --------- | ---------------- | -------------------- | --------- |
| 26        | Windmolenstelsel | 27                   | +7,5      |
| 86        | Draaikolknevel   | 31                   | +8,4      |
| 244       | Antennestelsel   | 65                   | +10,3     |
| 337       | Sigaarstelsel    | 12                   | +8,6      |